# منتخب الولايات المتحدة لكرة السلة للسيدات
منتخب الولايات المتحدة الوطني لكرة السلة للسيدات هو المنتخب الذي يمثل الولايات المتحدة في منافسات كرة السلة الدولية للنساء، والذي يقوم إتحاد الولايات المتحدة لكرة السلة بإدارة شؤونه، يعتبر من أقوى منتخبات العالم في كرة السلة حيث تمكن من الفوز ب9 ميداليات أولمبية منها 7 ذهبية، كما شارك ببطولة العالم 16 مرة وفاز 9 مرات بالبطولة، ويحتل المركز الأول في تصنيف فيبا لكرة السلة.

## وصلات خارجية
- الموقع الرسمي